# Gouinia
Gouinia E.Fourn. é um género botânico pertencente à família Poaceae, subfamília Chloridoideae, tribo Eragrostideae.

## Sinônimo
- Hackelia Vasey (SUI)